# Route régionale 66 (Tunisie)
Pour les articles homonymes, voir Route 66 (homonymie).
La route régionale 66 ou RR66 est un axe routier secondaire de Tunisie qui relie Sejnane au cap Serrat.